# Congal mac Áedo Sláine
Congal mac Áedo Sláine (mort en 634) est un roi de Brega issu du  Síl nÁedo Sláine lignée des
 Uí Néill  du sud. Il est le fils de l'Ard ri Erenn Áed Sláine mac Diarmato (mort en 604).
Son père tue traîtreusement en 600 son neveu, Suibne mac Colmáin du  Clan Cholmáin et est lui-même tué
lors d'un combat contre le fils de Suibne Conall Guthbinn ce qui met fin provisoirement à la faide entre les Ui Neill du sud. La date à laquelle  Congal accède à la souveraineté sur  Brega n'est pas relevée dans les Annales. Son frère Conall Laeg Breg est tué lors de la bataille d'Odba en 612 par Óengus mac Colmáin Bec (mort en 621).
En 634 Congal et son frère Ailill Cruitire sont à leur tour défaits et tués lors de la bataille du Loch Trethin à Fremainn (Loch Drethin à Frewin Hill, Comté de Westmeath) par le même Conall Guthbinn qui a tué leur père. Congal est mentionné comme roi de Brega dans les annales qui notent cet evênement. 

## Postérité
Le fils de Congal Conaing Cuirre (mort en 662) est également roi de Brega et l'ancêtre des Uí Chonaing de Cnogba (Knowth) ou Nord Brega .